# Beppe Chierici
Beppe Chierici (Cuneo, 28 aprile 1937) è un cantautore, attore e cabarettista italiano.

## Biografia
Già da giovane decide di voler fare l'attore e terminati gli studi decide di lasciare l'Italia e di peregrinare per il mondo alla ricerca della sua strada. Si adatta a svolgere i lavori più umili e vive dieci anni di esperienze fra l'Europa e l'Africa dove soggiorna per diversi anni.
Nel 1969 torna a Roma dove ritrova l'amico e conterraneo Ernesto Bassignano, e a uno spettacolo di Duilio del Prete conosce la cantante e musicista Daisy Lumini: è l'inizio di un'appassionata storia d'amore e d'arte che comincia con la fondazione di una Compagnia che mette in scena lo spettacolo Essere e avere. Il successo dello spettacolo, improntato su uno dei primi esempi italiani di teatro povero, lo impegnerà in repliche per due anni nelle principali città d'Italia. 
Da quel momento in poi la sua carriera viene suddivisa fra teatro, musica, cabaret, televisione e cinema.
Attore poliedrico, spazia con successo in ogni genere di spettacolo lavorando con i più importanti registi fra i quali si ricordano Luigi Comencini, Anton Giulio Majano, Carlo Lizzani, Giuseppe Tornatore, Daniele Luchetti e Alberto Bevilacqua.
Diviene amico di Georges Brassens e inizia a cantare in italiano le canzoni dello chansonnier francese.
Nel 1987 torna in Francia, dove inizia a svolgere la sua attività artistica tra cinema, teatro e mondo della canzone. La sua carriera lo porta a recitare nei più importanti teatri d'Europa, soprattutto in spettacoli in lingua francese. Torna spesso in Italia anche se la maggior parte della sua attività artistica si svolge in Francia.

## Discografia

### 33 giri
- 1969: Chierici canta Brassens (Bluebell - Serie OFF, VO/LP 201)
- 1970: La cattiva erba. Contro la guerra e le armi (Cedi, TC 85010; con Daisy Lumini)
- 1972: Questa seta che filiamo (Fonit Cetra, LPP 197; con Daisy Lumini
- 1973: I canti dei menestrelli (Acciaerie di Piombino), AP00102; con Daisy Lumini)
- 1975: Il paese dei bambini con la testa (I dischi dello zodiaco, VPA 8248; con Daisy Lumini)
- 1976: Beppe come Brassens - Storie di gente per male (I dischi dello zodiaco, VPA 8329)
- 1999: Il paese dei bambini con la testa - Versione CD - GRCD 6217b Duck Record
- 2008: Suppliche e celebrazioni - Il Maggiolone Edizioni
- 2017: Nuovo Cantacronache, Vol. 2 (Materiali Musicali)
- 2019: Brassens amico mio, ( Cenacolo di Ares)
- 2019: 100 volte W Brassens (Cenacolo di Ares, ....)
- 2021: Nuovo Cantacronache, vol. 7 (Cenacolo di Ares)
- 2021: W Brassens per altri 100 anni - ( Cenacolo di Ares)

### 45 giri
- 1970: Il relitto/Appuntamento coni (1981) te (Bluebell - Serie OFF, VO/NP 16201)

## Filmografia
- Giacinta, regia di Gianluigi Calderoni (1980) (sceneggiato RAI)
- Lapo racconta, regia di Grytzko Mascioni (1981) tutti i 6 episodi
- Rosaura alle 10, regia di Gianluigi Calderone (1981) film TV
- Quell'antico amore, regia di Anton Giulio Majano (1981) (sceneggiato RAI)
- L'autunno del generale, regia di Mario Procopio (1982) film TV
- La guerillera, regia di Pierre Kast (1982)
- All'ombra della grande quercia (sceneggiato TV) (1983)
- Cuore, regia di Luigi Comencini  (1984)  (sceneggiato)RAI)
- Via mala, regia di Tom Toelle (1985)
- Mamma Ebe, regia di Carlo Lizzani (1985)
- La donna delle meraviglie, regia di Alberto Bevilacqua (1985)
- Pizza Connection, regia di Damiano Damiani (1985) (versione televisiva)
- Atto d'amore, regia di Alfredo Giannetti (1986)
- Il camorrista, regia di Giuseppe Tornatore (1986)
- La bisbetica domata, regia Jonathan Miller - (sceneggiato TV) (1986)
- L'isola del tesoro, regia Antonio Margheriti (1987)  (sceneggiato RAI)
- Le lunghe ombre, regia di Gianfranco Mingozzi (1987)
- La femme de l'italien, regia di Michael Perrotta (1988)
- Domani accadrà, regia di Daniele Luchetti (1988)
- Il tempo delle mele 3, regia di Claude Pinoteau (1988)
- Il frullo del passero, regia di Gianfranco Mingozzi (1988)
- Tu crois pas si bien dire, regia di Giovanni Fago (1989)
- La filière chinoise, regia di Andrè Koob (1990)
- La vita che ti diedi, regia di Gianfranco Mingozzi (1991)
- La corsa dell'innocente, regia di Carlo Carlei (1993)
- I ragazzi del muretto,  regia Gianluigi Calderone, ep. Essere o avere (1996)
- Les sables mouvants, regia di Paul Carpita (1996)
- La cri de la soie, regia di Yvon Marciano (1996)
- Una vita alla rovescia, regia di Rolando Colla (1998)
- Asterix & Obelix contro Cesare, regia di Claude Zidi (1999)
- Tobia al caffè, regia di Gianfranco Mingozzi (2000)
- Les pygmées de Carlo, regia di Radu Mihaileanu  (2002)
- Fruits mùrs, regia di Luc Bèraud (2003)
- La squadra, regia di D. Majorca, S. Sollima, B. Nappi - serie TV S.6 E.3 (2005)
- Paid, regia di Laurence Lamers (2006)
- La commune, regia di Filippo Triboit (2007)
- Nebbie e delitti , regia di Riccardo Donna - serie TV  (2007) ep. Il mare d'inverno 2ª stagione
- La duchessa di Langeais, regia di Jacques Rivette (2007)
- Il commissario De Luca,regia di Antonio Frazzi Ep. L'estate torbida (2008)
- Io ti assolvo, regia di Monica Vullo (2008)
- R.I.S. 5 - Delitti imperfetti, regia di Fabio Tagliavia - serie TV ep.18 Melodramma (2009)
- David Copperfield, regia di Ambrogio Lo Giudice (2009)
- Noi credevamo, regia di Mario Martone (2010)
- Un passo dal cielo, regia di Salvatore Basile (2012) ep.10 Musica silenziosa 2ª stagione
- Il processo, regia di Stefano Lodovichi - serie TV (2019)
- Doc - Nelle tue mani, regia di Jan Maria Michelini S1E3  - serie TV (2020)

## Doppiatori italiani
- Michele Kalamera in Pizza Connection
- Giancarlo Padoan in Il camorrista